# Relevé de compte

Extrait fictif de compte.

Le relevé de compte bancaire ou extrait de compte est un résumé de l'ensemble des opérations financières ayant eu lieu sur un compte géré par une banque ou une autre institution financière pendant une certaine période. Il est généralement mensuel (ou trimestriel ou annuel ou à chaque opération). 
Les relevés de comptes sont traditionnellement imprimés et envoyés au titulaire du compte. De plus en plus, les relevés de compte sont dématérialisés, pour des raisons de coûts. Aujourd'hui, ils peuvent être téléchargés en ligne pour le particulier, aussi bien que par l'entreprise qui le consulte quotidiennement, dans le cadre de sa gestion de Trésorerie. Le particulier peut aussi éditer un relevé à partir d'un automate. Les relevés papier peuvent aussi comporter de la publicité ou des messages au titulaire du compte.

## Contenu détaillé
L'en-tête du relevé de compte permet d'identifier notamment :
- la banque, son adresse, son identifiant BIC
- le chargé de compte
- le titulaire de compte, son adresse
- le numéro de compte, suivant différents formats (en Europe, l'IBAN devient petit à petit la règle)

Le corps du relevé de compte permet de consulter notamment :
- Le solde initial
- les opérations, généralement codifiées.
- les opérations annulées
- un descriptif textuel de l'opération, incluant des numéros de chèques, de bordereaux, pour contrôle, le nom du tiers (bénéficiaire ou émetteur)
- la date où l'opération a eu lieu
- la date de valeur, où elle sera prise en compte effectivement sur le solde (suivant le pays[1])
- les frais et commissions éventuels
- les conversions de devises éventuelles
- Le solde final
- La rémunération éventuelle du solde final (suivant législation du pays[2])

## Formats électroniques
Le format du relevé de compte télétransmis à destination de l'entreprise change en fonction du pays : 
- En France[3], c'est le format AFB120 qui s'impose
- En Belgique, c'est le format Isabel CODA
- En Italie, c'est le format CBI
- En Espagne, c'est le format AEB43
- En Allemagne, BENELUX, et partout en Europe, le format International MT940 est utilisé
- Aux États-Unis, c'est le format BAI qui est utilisé.

## Valeur juridique
Pour le particulier, comme l'entreprise, l'information contenue sur l'extrait de compte doit, s'il y a lieu, être rapidement contestée par son titulaire pour demander à la banque de corriger une éventuelle erreur, qui sinon serait entérinée en l'état.